# 492 v. Chr.
Portal Geschichte | Portal Biografien | Aktuelle Ereignisse | Jahreskalender | Tagesartikel

◄ |
6. Jahrhundert v. Chr. |
5. Jahrhundert v. Chr. |
4. Jahrhundert v. Chr. |
►

◄ | 510er v. Chr. | 500er v. Chr. | 490er v. Chr. | 480er v. Chr. |
470er v. Chr. |
►

◄◄ | ◄ | 495 v. Chr. | 494 v. Chr. | 493 v. Chr. | 492 v. Chr. |
491 v. Chr. |
490 v. Chr. |
489 v. Chr. |
► |
►►
Das Jahr 492 v. Chr. bringt nach der Niederschlagung des Ionischen Aufstandes den ersten Feldzug der Perser gegen das griechische Mutterland. Es gelingt dem persischen Feldherren Mardonios zwar, Thrakien und Makedonien dem Achämenidenreich einzuverleiben, nachdem seine Flotte in einem Sturm gescheitert ist, muss er den Feldzug jedoch wieder abbrechen.

## Ereignisse

### Politik und Weltgeschehen

#### Perserkriege
Der persische Feldherr Mardonios, verheiratet mit Artazostre, der Tochter von Großkönig Dareios I., führt den ersten Perserzug gegen Thrakien und Makedonien. Er wird mit einer Flotte und einem Landheer ausgeschickt, um die Griechen dem Achämenidenreich zu unterwerfen. Nachdem er, um die Griechen durch gütliche Mittel und Freundschaft zu gewinnen, in den ionischen Städten die demokratischen Verfassungen wiederhergestellt hat, zieht er über den Hellespont nach Makedonien. Die Wiedereroberung Thrakiens und Makedoniens gelingt, ebenso die Unterwerfung der Insel Thasos, doch danach gerät seine Flotte in einen Sturm und scheitert am Berg Athos, während das Landheer durch die Bryger große Verluste erleidet, worauf Mardonios nach Asien zurückkehrt.

#### Griechische Kolonien auf Sizilien

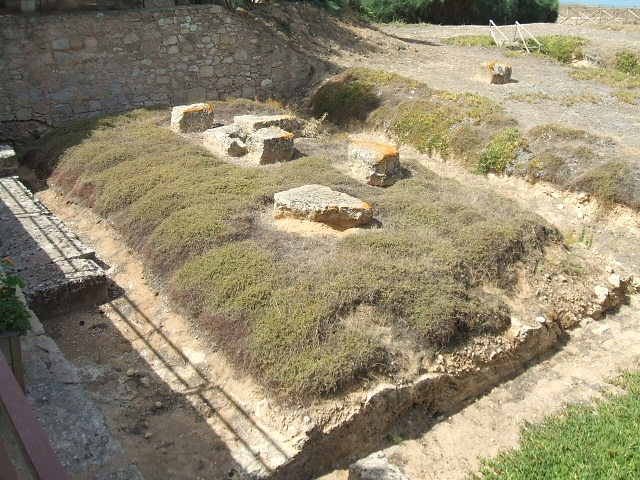
Tempel der Athene in Kamarina

Hippokrates, Tyrann von Gela, erhält nach einem erfolglosen Feldzug gegen Syrakus in Verhandlungen unter der Vermittlung von Korinth die Stadt Kamarina zugesprochen und beginnt mit dem Wiederaufbau der von Syrakus zerstörten Stadt.

#### Römische Republik
Titus Geganius Macerinus und Publius Minucius Augurinus sind nach der Legende Konsuln der frühen Römischen Republik. Auch der wegen seiner Siege gegen die Volsker sehr beliebte Gnaeus Marcius Coriolanus ist zur Wahl des Konsuls angetreten, doch wegen seiner offenen Ablehnung des plebejischen Amtes des Volkstribunen wird er nicht gewählt. Das Amt des Volkstribunen wird von Spurius Sicinius ausgefüllt.

### Wissenschaft und Kultur

#### China

China in der Spätphase der Frühlings- und Herbstannalen

Der Philosoph und ehemalige Staatsmann Konfuzius besucht auf seiner mehrjährigen Wanderschaft durch die Reiche zur Zeit der Frühlings- und Herbstannalen in China die Staaten Wei und Jin.

#### Griechenland
Wahrscheinlich um 492 v. Chr. vollendet der griechische Philosoph Heraklit sein unbenanntes Werk, das später unter dem Namen Über die Natur (Περὶ φύσεως) bekannt wird. Das Werk ist als Ganzes verloren, doch deckt sich das Bild, das antike doxographische Quellen von ihm vermitteln, weitgehend mit dem Wissensstand, den die erhaltenen Fragmente ergeben. Daher wird vermutet, dass nur etwa die Hälfte des ursprünglichen Textes verloren ist. Werke von teilweise deutlich späteren Autoren wie Platon, Aristoteles, Diogenes Laertios, Clemens von Alexandria und Hippolyt von Rom enthalten meist sinngemäße, selten wörtliche Zitate aus der ursprünglichen Schrift Heraklits. 

### Katastrophen
Nach der Überlieferung herrscht während des Jahres in Rom eine große Hungersnot.

### Sport
Die 72. Olympischen Spiele der Antike werden durchgeführt.